# Hajsza a Nap nyomában
A Hajsza a Nap nyomában (eredeti cím: The Sunchaser) 1996-ban bemutatott amerikai filmdráma, melyet Michael Cimino rendezett. A főbb szerepekben Woody Harrelson és Jon Seda látható.

## Cselekmény
Brandon „Blue” Monroe súlyos rákbeteg. Egy orvosi látogatás során megtudja, csupán egy hónapja van hátra. Ezért megkeresi az utolsó reményét, az indián gyógyítót és a szent tavat, amiről meséltek neki. Megszökik a kórházból és túszul ejti a doktorát, Dr. Michael Reynolds-ot, akit arra kényszerít, hogy hajtson Arizona felé.

## Szereplők
| Szerep                | Színész           | Magyar hang         |
| --------------------- | ----------------- | ------------------- |
| Dr. Michael Reynolds  | Woody Harrelson   | Rátóti Zoltán       |
| Brandon „Blue” Monroe | Jon Seda          | Kálloy Molnár Péter |
| Dr. Renata Baumbauer  | Anne Bancroft     | Kassai Ilona        |
| Victoria Reynolds     | Alexandra Tydings |                     |
| Dr. Chip Byrnes       | Matt Mulhern      |                     |
| Navahó nő             | Talisa Soto       |                     |

## Díjak és jelölések
Cannes-i fesztivál (1996)
- jelölés: Arany Pálma (Michael Cimino)